# المديرية العامة للأمن الخارجي
المديرية العامة للأمن الخارجي (بالفرنسية: Direction générale de la Sécurité extérieure)‏ وتعرف اختصارا ب DGSE، هي وكالة الاستخبارات الخارجية الفرنسية. تعمل المديرية تحت إشراف وزارة الدفاع وتعمل جنبا إلى جنب مع نظيرتها المحلية، المديرية العامة للأمن الداخلي، في توفير المعلومات الاستخباراتية وحماية الأمن القومي لفرنسا، من خلال عمليات شبه عسكرية في الخارج وعمليات مكافحة التجسس. كما هو الحال مع معظم وكالات الاستخبارات الأخرى، لا يتم اطلاع الرأي العام بتفاصيل عملياتها وتنظيمها.